# 1964年马来西亚
| 马来西亚历史 / 马来西亚历史年表 |
| 世紀： 19世纪马来亚 / 20世纪马来亚 · 20世纪马来西亚 / 21世纪马来西亚                                                                                    |
| 年代： 1930年代马来亚 / 1940年代马来亚 / 1950年代马来亚 / 1960年代马来亚 · 1960年代马来西亚 / 1970年代马来西亚 / 1980年代马来西亚 / 1990年代马来西亚    |
| 年份： 1960年马来亚 / 1961年马来亚 / 1962年马来亚 / 1963年马来西亚 / 1964年马来西亚 / 1965年马来西亚 / 1966年马来西亚 / 1967年马来西亚 / 1968年马来西亚 |
| 紀年： 甲辰年（龙年）、马来西亚成立1周年 |

本文列出了1964年马来西亚的重要事件，以及著名人物的出生和逝世。

## 大事纪
- 4月16日：著名马来电影演员、导演及词曲作家比·南利和他的妻子莎罗马从新加坡搬到吉隆坡[1]。
- 4月25日：举行大选。以巫统为首的联盟取得胜利，共赢得了104个席位中的89个[2]。
- 7月7日：首相东姑阿都拉曼在英国白金汉宫会见英女王伊丽莎白二世时，以一束稀有的马来西亚胡姬花赠予对方[3]。
- 7月21日：新加坡发生种族骚乱[4]。
- 10月10日：马来西亚发行了一枚纪念埃莉诺·罗斯福的邮票。
- 10月10日至10月24日：马来西亚参加了在意大利罗马举行的1964年夏季奥运会。共有62名选手参加了10项运动。

## 出生
- 1月2日：诺丽雅卡斯农，政治人物（2016年逝世）
- 4月30日：安东尼·弗朗西斯·费南德斯，亚航创办人
- 7月8日：罗诗雅，政治人物
- 11月25日：慕克里·马哈迪，政治人物、前首相马哈迪·莫哈末之子

## 逝世
- 5月31日：王叔金，企业家、慈善家